# Försvunnen (film, 1982)
Försvunnen (originaltitel: Missing) är en amerikansk historisk dramafilm från 1982 i regi av Costa-Gavras. I rollerna märks bland andra Jack Lemmon, Sissy Spacek och John Shea. 
Filmen har verklighetsbakgrund och berättar om den amerikanske journalisten Charles Horman (spelad av Shea) som försvinner i Chile. Musiken är skriven av Vangelis.

## Rollista
- Sissy Spacek – Beth Horman
- Jack Lemmon – Edmund Horman
- Melanie Mayron – Terry Simon
- John Shea – Charles "Charlie" Horman
- Charles Cioffi – kapten Ray Tower, amerikan
- David Clennon – Phil Putnam, amerikansk konsul i Santiago
- Richard Venture – den amerikanske ambassadören i Santiago
- Jerry Hardin – överste Sean Patrick, amerikan i Viña del Mar
- Richard Bradford – Andrew Babcock, pensionerad amerikansk marinofficer i Viña del Mar
- Joe Regalbuto – Frank Teruggi, amerikan
- Keith Szarabajka – David Holloway, Frank Teruggis kamrat
- John Doolittle – David McGeary, tjänsteman vid amerikanska konsulatet
- Janice Rule – Kate Newman, amerikansk journalist
- Ward Costello – kongressledamot
- Hansford Rowe – senator
- Tina Romero – Maria, Beth och Charles gravida vän
- Richard Whiting – statsmannen